# Farnell (Angus)
Farnell ist ein Weiler in der schottischen Council Area Angus. Er liegt rund fünf Kilometer südöstlich von Brechin und 33 Kilometer nordöstlich von Dundee am Pow Burn, der in den South Esk entwässert.

## Geschichte
Am Westrand der Ortschaft steht Farnell Castle als einstige Residenz der Bischöfe von Brechin. Mit der Säkularisation kirchlicher Güter fiel es an den Clan Carnegie. Möglicherweise befand sich am Standort zuvor eine Festung, welche der englische König Eduard I. 1296 besuchte. Seit dem 14. Jahrhundert steht nordöstlich von Farnell das Herrenhaus Kinnaird Castle. Es ist Sitz der Earls of Southesk des Clans Carnegie.
Bereits seit dem Mittelalter war Farnell Standort einer Kirche. Die heutige neogotische Farnell Parish Kirk wurde 1806 erbaut.

## Verkehr
Farnell ist über untergeordnete Straßen angeschlossen. Innerhalb kurzer Distanz ist im Süden die aus Ferryden kommende A934 und im Westen die A933 (Arbroath–Brechin) zugänglich.

## Persönlichkeiten
- John F. McIntosh (1846–1918), Eisenbahningenieur